# Monte Duse
El monte Duse (en inglés: Mount Duse) es una montaña de 505 m s. n. m. de altura, ubicada a 2 km al este del Monte Hodges, al norte de la Punta Coronel Zelaya y de la punta Carcelles, que se eleva en la costa oeste de la bahía Guardia Nacional (o Cumberland Este) de la isla San Pedro, en el océano Atlántico Sur.
Dicha isla forma parte del archipiélago de las Georgias del Sur, considerado por la Organización de las Naciones Unidas (ONU) como un territorio en litigio de soberanía entre el Reino Unido —que lo administra como parte de un territorio británico de ultramar— y la República Argentina, que reclama su devolución, y lo incluye en el departamento Islas del Atlántico Sur de la provincia de Tierra del Fuego, Antártida e Islas del Atlántico Sur.
rtamento Islas del Atlántico Sur]], dentro de la Provincia de Tierra del Fuego, Antártida e Islas del Atlántico Sur. 
Fue trazado en 1902 por el teniente S. A. Duse, cartógrafo de la Expedición Antártica Sueca, de 1901 a 1904.

## Referencias

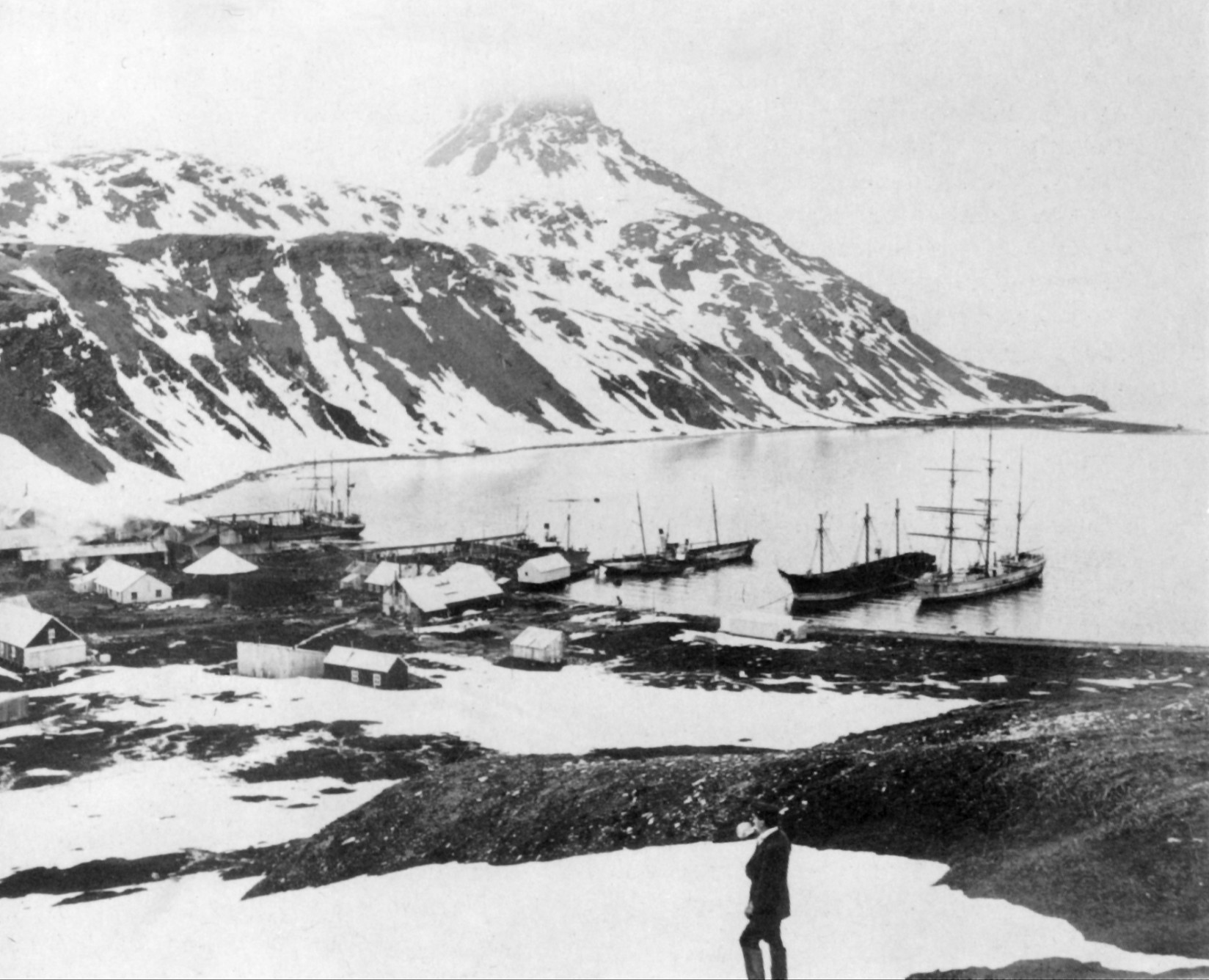
Vista desde Grytviken y la caleta Vago en 1914